# Paul Gascoigne
Paul John Gascoigne, mais conhecido como Paul Gascoigne (Gateshead, 27 de maio de 1967), é um ex-treinador de futebol e ex-futebolista inglês, que atuava como meio-campista ou meia-atacante.

## Carreira
Gascoigne iniciou a carreira no Newcastle United, em 1985, vindo das categorias de base dos "Magpies", que na época era treinado por Jack Charlton, campeão mundial pela Seleção Inglesa em 1966. Antes, quando ainda jogava em equipes escolares, despertou interesse de Ipswich Town, Middlesbrough e Sunderland. Sua estreia foi contra o Queens Park Rangers, em abril do mesmo ano, com apenas 17 anos de idade.
No Newcastle, Gazza enfrentaria seus primeiros problemas extra-campo, chegando a ser afastado por indisciplina durante algum tempo. Pelos "Magpies", disputou 104 jogos e marcou 25 gols. Estava prestes a fechar contrato com o Manchester United, quando assinou com o Tottenham em 1988, por 2 milhões de libras. A estreia foi justamente contra seu ex-time. Durante seu período na equipe de Londres, formou uma destacada parceria com Gary Lineker, que permaneceria até 1992. Em 4 temporadas pelo Tottenham, Gascoigne fez 33 gols em 112 partidas - um deles, contra o Arsenal, foi eleito pela BBC o "Gol da Temporada" em 1991.
Na final da Copa da Inglaterra de 1990-91, contra o Nottingham Forest, Gascoigne lesionou o joelho ao cometer uma falta sobre o lateral-direito Gary Charles, rompendo os ligamentos. Incapacitado de jogar por um ano, encerrou sua passagem pelo clube e, ao final da temporada, foi contratado pela Lazio. Pelo time italiano, não rendeu o mesmo que no Tottenham, justamente após a lesão que havia sofrido, fazendo apenas 6 gols em 47 partidas.
Retornou à Grã-Bretanha em 1995, desta vez para atuar no Rangers, e durante sua passagem pela equipe escocesa, mais escândalos envolvendo Gascoigne começaram a surgir - agredia sua esposa, vivia bebendo, estava fora de forma e se lesionava frequentemente. Chegou até a discutir com Glenn Hoddle, treinador da Seleção Inglesa na época. Mesmo assim, era ídolo da parte azul de Glasgow, e até era ameaçado por torcedores mais radicais do Celtic por conta de uma comemoração provocativa em uma Old Firm, simulou tocar uma flauta - referência à organização protestante Orange Order. Conquistou quatro títulos pelos Gers (dois Campeonatos nacionais, uma Copa da Liga e uma Taça da Escócia) antes de voltar à Inglaterra para defender o Middlesbrough, onde marcaria quatro gols em 48 jogos.
Contratado pelo Everton em 2000, reencontraria Walter Smith, seu ex-técnico no Rangers. Atuações abaixo do esperado abreviaram a passagem de Gascoigne pelos Toffees (38 partidas, um gol). Em 2002, assinou com o Burnley, jogando seis partidas antes de pendurar as chuteiras pela primeira vez, retomando a carreira depois da Copa de 2002.
Enquanto trabalhava como comentarista, Gazza quase foi contratado pelo D.C. United, mas foi rejeitado pela equipe. Iria aos EUA fazer tratamento de desintoxicação, e admitiu pela primeira vez que tinha sérios problemas com o álcool.
Gascoigne retornaria ao futebol em 2003, como jogador e treinador do Gansu Tianma, onde trabalharia durante nove meses, mas o contrato não chegaria a ser finalizado. Treinaria por seis semanas no Wolverhampton, não chegando a ser contratado pela agremiação. Sua aposentadoria definitiva como jogador foi em 2004, no Boston United, novamente como jogador e técnico.

## Carreira de treinador
Em 2005, Gazza estreou como técnico em tempo integral no Algarve United, clube das divisões inferiores de Portugal, e no Kettering Town, da quinta divisão inglesa, porém não teve sucesso.

## Após a aposentadoria
Com a aposentadoria, Gazza viu sua situação pessoal piorar ainda mais. Envolveu-se novamente com o alcoolismo e até com drogas, chegando a ser internado com pneumonia, e preso por agredir um fotógrafo.
Contra sua vontade, foi detido e internado em fevereiro de 2008, sob a Lei de Saúde Mental de Inglaterra e Gales, e passou por tratamento médico. Sete meses depois, foi novamente internado, desta vez na cidade portuguesa de Faro, com suspeita de overdose.
Em 2010, Gordon Taylor, presidente da Associação de Futebolistas da Inglaterra, chegou a afirmar que Gascoigne estava em situação de pobreza, e que pediu ajuda à entidade para não se tornar um sem-teto. Depois que sofreu um acidente de carro, foi novamente levado a uma clínica de reabilitação.
Em 2018, voltou a causar polêmica ao ser acusado de assédio sexual.

## Carreira na Seleção
Após passar pelas Seleções Sub-21 e B da Inglaterra, Gascoigne faria seu primeiro jogo pelo time principal em 1988, contra a Dinamarca.
Convocado por Bobby Robson para a Copa de 1990, roubou a cena na semifinal, contra a Alemanha Ocidental. Depois de disputa de bola com Thomas Berthold, foi advertido com cartão amarelo pelo árbitro brasileiro José Roberto Wright, significando que, se a Inglaterra vencesse, Gascoigne ficaria de fora da final por ser seu segundo amarelo na Copa. Ciente disso, começou a chorar compulsivamente.
O Mundial de 1990 foi o único de sua carreira - não foi convocado para a Eurocopa de 1992 por estar lesionado, e a Inglaterra não se classificou para a Copa de 1994.
Seu último torneio com o English Team foi a Eurocopa de 1996, onde marcou um belo gol contra a Escócia: ao receber passe de Darren Anderton, deu um chapéu em Colin Hendry e chutou forte, no ângulo do goleiro Andy Goram.
Mesmo estando longe dos planos de Glenn Hoddle, com quem chegou a discutir asperamente, Gazza foi peça importante na classificação inglesa para a Copa de 1998. Foi convocado para o Torneio da França, não tendo marcado gols. Atendendo os pedidos da torcida inglesa, Hoddle chegou a pré-convocar Gascoigne para a Copa. Entretanto, o temperamento explosivo do atacante e a forma física inviabilizaram suas chances de participar da competição.
Em 10 anos de carreira internacional, Gascoigne disputou 57 jogos com o English Team, marcando dez gols.